# بطولة الأمم الرئيسية للسيدات 1998
بطولة الأمم الرئيسية للسيدات 1998 (بالإنجليزية: 1998 Women's Home Nations Championship)‏ هو الموسم 3 من  بطولة الأمم الست للسيدات. أقيم خلال الفترة 8 يناير 1998 وحتى 5 أبريل 1998، وكان عدد الأندية المشاركة فيه  4، وفاز فيه منتخب اسكتلندا الوطني لاتحاد الرغبي للسيدات.